# Diario de Lérida (1886-1931)
El Diario de Lérida fue un periódico español editado en Lérida entre 1886 y 1931.

## Historia
El diario nació en 1886, bajo el subtítulo «Dedicado á la defensa de los intereses morales y materiales de Lérida y su provincia». Era editado por la Tipografía Mariana, estando la publicación vinculada a los sectores religiosos de Lérida. Entre sus fundadores se encontraban José Antonio Mostany, Mariano de Gomar, Rafael Fábrega o Ignacio Simón y Pontí. Su inspirador doctrinal fue Juan Mestre y Tudela, abogado y político carlista que había sido alcalde de Lérida durante el reinado de Isabel II.
A lo largo de su existencia mantuvo una línea editorial de corte católico-tradicionalista. Adscrito en un principio a la causa carlista, en 1888 fue uno de los periódicos firmantes del llamado «Manifiesto de Burgos» y se adhirió al Partido Integrista liderado por Ramón Nocedal. Coexistió con otras publicaciones carlistas locales, como el El Correo de Lérida.
El diario cobijó el movimiento cultural leridano de la Renaixença. El primer director fue José Antonio Mostany y el último, José Solé. También lo dirigieron Juan Santiago Griñó, Ignacio Simón y Pontí, José Pifarré, Mariano de Gomar, Valerio Serra Boldú y Buenaventura Pelegrí.
Dejó de editarse en 1931; según Antonio Checa Godoy, sería sucedido por el tradicionalista El Correo de Lérida.
En la década de 1960 volvería a editarse un periódico homónimo.